# Lepidotrigla oglina
Lepidotrigla oglina är en fiskart som beskrevs av Fowler, 1938. Lepidotrigla oglina ingår i släktet Lepidotrigla och familjen knotfiskar. Inga underarter finns listade i Catalogue of Life.